# Alina Ferdinandy
Alina Ferdinandy (Košice, 11 agosto 1926 – Bratislava, 17 settembre 1974) è stata una scultrice e saggista slovacca.
Fu scultrice accademica e autrice di ritratti, fra cui quelli di Ivan Krasko e di Jan Jesenius, di medaglie e di piccole sculture in metallo (disegni per la fusione di gioielli). Trasferì la minuziosa calligrafia della scultura anche ai progetti di scultura libera. Ha studiato al ginnasio di Bardejov, poi all'Università tecnica slovacca (dipartimento di disegno e pittura) e all'Università slovacca di Bratislava. All'Alta scuola di arti figurative di Bratislava si specializzò in scultura monumentale (1949-1953). Fu autrice di una monografia su Gejza Angyal. La collezione dei suoi gioielli e sculture in argento è stata inclusa nella Sala dell'ispirazione del padiglione cecoslovacco dell'esposizione universale Expo 1967 di Montréal.